# 昆明褛网蛛
昆明褛网蛛（学名：Psechrus kunmingensis）为褛网蛛科缕网蛛属的动物。在中国大陆，分布于云南等地。该物种的模式产地在云南。